# Twardosław
Twardosław – staropolskie imię męskie. Składa się z członu Twardo- ("twardy") -sław ("sława"). Mogło zatem oznaczać "tego, który cieszy się niepodważalną sławą". Możliwe staropolskie zdrobnienia: Twardy, Twardosz, Twardawa (masc.), Twardziuk. Notowane w dawnych dokumentach od 1255 roku. 
Twardosław imieniny obchodzi 21 listopada.